# توماس پوچتینو
توماس پوچتینو (انگلیسی: Tomás Pochettino؛ زادهٔ ۱ فوریهٔ ۱۹۹۶) بازیکن فوتبال اهل آرژانتین است.
از باشگاه‌هایی که در آن بازی کرده‌است می‌توان به باشگاه فوتبال بوکا جونیورز اشاره کرد.